# Giovanni Festa
Giovanni Festa (XVIII-XIX sec. – XVIII-XIX sec.) è stato un compositore italiano.

## Biografia
Giovanni Festa apparteneva alla nota famiglia altamurana dei Festa che, a cavallo tra XVIII e XIX secolo, diede i natali a illustri musicisti e compositori tra i quali Andrea Festa e Giuseppe Festa.
In particolare, Giovanni Festa fu "un abile maestro di musica e compose parecchie opere teatrali". Due di queste furono molto applaudite nel Teatro Nuovo di Napoli negli anni 1827 e 1831, i cui titoli erano rispettivamente Dev'esser uno e sono quattro e Il vecchio della selva di Ardenna.

## Opere
- Dev'esser uno e sono quattro, 1827.
- Andrea Passaro (musiche di Giovanni Festa), Il vecchio della selva di Ardenna, 1831.
- Musiche de Il vecchio della Selva di Ardenna, 1831. (rappresentata nel Teatro Nuovo di Napoli nel 1831)
- Un curioso stratagemma (musiche di Giovanni Festa e altri), 1838.} (rappresentata al Teatro Nuovo di Napoli nel 1838)
- Tantum Ergo.